# Tirso de Molina
Tirso de Molina, vlastním jménem Gabriel Téllez (24. března 1583, Madrid – 12. března 1648, Soria) byl španělský spisovatel. Je významným zástupcem španělského zlatého věku (Siglo de Oro). Zlatý věk společně s Tirso de Molinou reprezentují například Miguel de Cervantes, Lope de Vega, Calderón de la Barca a Francisco de Quevedo. Literatura Tirsa de Molina reflektuje mnohé společenské problémy tohoto kontroverzního období, kdy jeho rodné Španělsko se vypjalo k roli světového hegemona, mluví se o Říši nad níž slunce nezapadá, ale plíživě se již objevuje krize.

## Život
Rodinný původ Tirsa de Molina není znám. V některých pramenech se vyskytly spekulace o tom, že byl nemanželským synem vévody z Osuny. Vysvětluje to prý i časté objevování se levobočků v jeho hrách. Vystudoval teologii v Alcalá de Henares a po studiích vstoupil v Guadalajaře do řádu milosrdných bratří (mercenáři – španělsky Orden de la nuestra señora de Mercedes). Pobýval poté kratší dobu v Portugalsku (několik drobností zveršoval i v portugalštině) a poté v Toledu (později sem umístil své povídky z Toledských zahrad). V letech 1616–1618 působil jako kněz a misionář na ostrově Santo Domingo. Po návratu ze zámoří pobýval v Madridu, kde se zcela jistě setkal s Lope de Vegou a účastnil se aktivně na místním literárním životě. 
Téllez se ve svém díle Cigarrales de Toledo postavil proti kulteranismu a svými útoky na něj ve hrách jako Amar por arte mayor a La celosa de sí misma si získal nepřátele. Tón některých jeho děl vedl jeho odpůrce k tomu, že ho v roce 1625 udali Radě Kastilie jako narušitele veřejné morálky. Ačkoli proti němu nebyla přijata žádná právní opatření, je možné, že byl soukromě napomenut. V roce 1626 bylo považováno za vhodné ho přeložit do Salamanky, a tak Téllez opustil Madrid s rozhodnutím již nikdy nepsat pro divadlo. Přestože je jedna z jeho her, La huerta de San Juan, datována jako napsaná v roce 1626, neexistuje důkaz, že na ní začal pracovat po svém odchodu z Madridu, a předpokládá se, že osm let nic nenapsal.
V roce 1632 se stal kronikářem svého řádu, jedním z jeho posledních děl byly Obecné dějiny řádu mercenářů. Zemřel jako převor kláštera v Sorii.

## Dílo
Dílo Tirsa de Moliny je neuvěřitelně rozsáhlé, ve španělské literatuře vydal více jen Lope de Vega. Jen her napsal Tirso de Molina kolem 400. Dochovala se jich ovšem pouze necelá stovka. Prvým uveřejněným dílem byl ovšem soubor povídek Toledské zahrady, které se stylově podobají povídkám Cervantesovým a je zde patrný i vliv Boccacciův. Jak již bylo zmíněno, Tirso vystudoval teologii, a to se odráží i v některých jeho hrách. Nejznámější je Zatracen pro nedostatek víry, teologické drama, ve kterém padouch Enrico se na konci kaje a je spasen a poustevník Paul začne pochybovat a je zatracen. Hra reflektovala dobovou diskusi o svobodné vůli a predestinaci.
Nejznámější historickou hrou je Rozvážná žena, hra o politických bojích a šarvátkách španělské šlechty. Nejúspěšnější ve své době byly jednoznačně Tirsovy zápletkové hry, ve kterých se spisovatel odvracel od tehdy ve španělské literatuře populárního světa rytířského a obracel se k látce z prostředí obyčejných lidí, používal lidového jazyka. Ve španělské literatuře jde o návrat od fantaskního života ke skutečnosti. Významnými hrami tohoto typu jsou například: Zbožná Marta, Ostýchavý v paláci, Don Gil v zelených kalhotách, Opatrný žárlivec a jednoznačně dnes nejslavnějším dílem je Sevillský svůdce a kamenný host, kniha, ve které se historicky poprvé objevuje postava Dona Juana, která později ovlivnila spisovatele jako Molière, Goldoni nebo Byron. Nesmrtelným se Don Juan stává především díky Mozartově opeře Don Giovanni.